# Antonio Sanabria
Arnaldo Antonio Sanabria Ayala, mais conhecido como Tonny Sanabria (San Lorenzo, 4 de março de 1996) é um futebolista paraguaio que atua como atacante. Atualmente, joga pelo Torino.

## Clubes

### Início
Apelidado de Tony, Antonio Sanabria tem quatro irmãos. Começou sua carreira no Futsal, depois, na escolinha de futebol San Toñito, com sede no bairro de Florida, se mudou para o Futebol de campo. Levado por seus pais, em 2004 chegou nas categorias de base do Cerro Porteño, onde colecionou diversos títulos. Apesar disso, Antonio Sanabria declarou ser torcedor do Olimpia.Con ustedes, el paraguayo Antonio Sanabria, futuro crack del Barcelona Como sua mãe teve que viajar para a Espanha levando Sanabria e seus 4 irmãos, foi obrigado a deixar o Cerro Porteño com 11 anos de idade. Instalados em Barcelona, foi para o La Blanca Subur. Durante 2007 e 2009 marcou muitos gols e se destacou muito despertando a atenção de olheiros de diversos clube, como Real Madrid, Espanyol e Barcelona, e apesar de ter escolhido este último, ficou muito perto de ir para o clube merengue. Chegou ao Barcelona em 2009. Tony se mudou para a La Masia no ano seguinte.
Na temporada 2013 começou a jogar pelo Barcelona B. O Barcelona anunciou a venda de Sanabria à Roma por 12 milhões de euros em Fevereiro de 2014. O jogador de 17 anos, no entanto, não se juntara à equipe da capital italiana na temporada, por conta do número de jogadores extra-comunitários, e foi emprestado ao Sassuolo por seis meses.

### Roma
Em julho de 2014 foi integrado ao elenco principal da Roma.

### Sporting Gijón
Foi emprestado por uma temporada ao Sporting Gijón.

### Betis
O Betis o contratou por cinco temporadas em julho de 2016. A Roma se reserva a cinquenta por cento de uma possível transferência e a opção de recompra.

### Genoa
Em janeiro de 2019, Sanabria foi emprestado ao Genoa.

## Seleção Paraguaia
Depois de ter jogado pelas Seleções Sub-17 e Sub-20, Sanabria estreou com 17 anos pela Seleção Paraguaia em 14 de agosto de 2013, no empate de 3–3 contra a Alemanha. Se tornou o segundo jogador mais novo da história a estrear pelo Paraguai, atrás apenas de Gerardo Rivas.
Foi convocado para a disputa da Copa América Centenário de 2016 substituindo Roque Santa Cruz que se encontrava lesionado.

## Títulos
Barcelona
- Liga Jovem da UEFA: 2013–14

### Prêmios individuais
- 50 jovens promessas do futebol mundial de 2016 (La Gazzetta dello Sport)[11]